# Hoegaarden

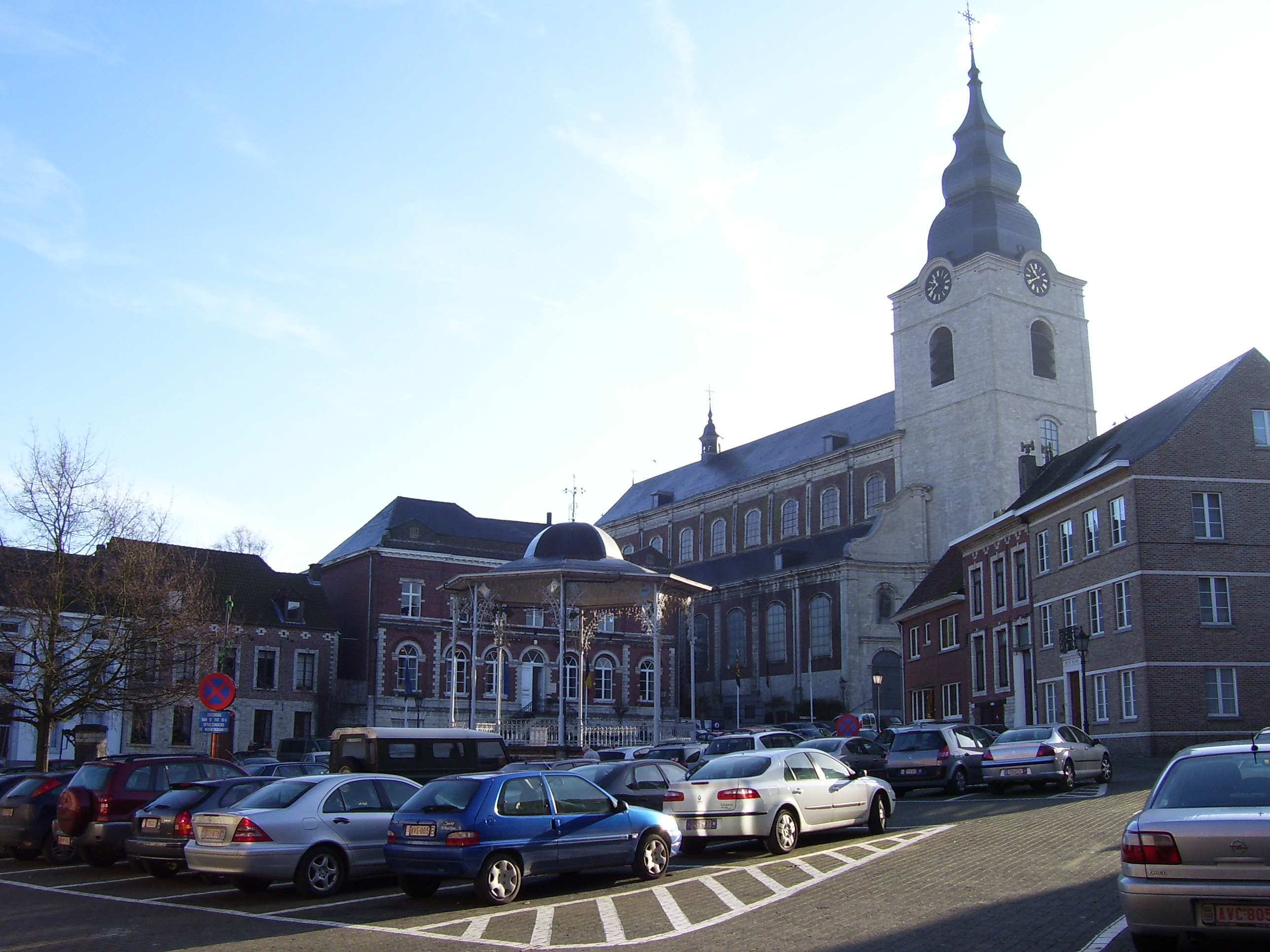

Hoegaarden (výslovnost: /huχardən/, tj. zhruba [huchárdn]) je obec ve Vlámském Brabantu v Belgii. Obec leží na řece Grote Gete [chetö]; skládá se z místních částí Hoegaarden, Meldert a Outgaarden [Autchárdn]. Na začátku roku 2006 měla 6 226 obyvatel na rozloze 33,93 km².
V Hoegaardenu sídlí pivovar Hoegaarden. V prosinci 2005 bylo rozhodnuto, že se výroba přesune do pivovaru Jupille v jižní Belgii, což se však neuskutečnilo.